# Natalja Sokolova
Natalja Sokolova (ryska: Наталья Дмитриевна Соколова), född den 6 oktober 1949 i Moskva, Ryssland, är en sovjetisk friidrottare inom kortdistanslöpning.
Hon tog OS-brons på 4 x 400 meter vid friidrottstävlingarna 1976 i Montréal. 